# Николаенко, Валерий Дмитриевич
Вале́рий Дми́триевич Никола́енко (род. 4 июля 1941) — советский и российский дипломат. Чрезвычайный и полномочный посол.

## Биография
Окончил МГИМО МИД СССР (1964). Кандидат исторических наук, доктор политических наук. На дипломатической работе с 1964 года. Владеет испанским, английским, французским и греческим языками. Работал в посольствах СССР на Кубе, в Мексике, США.
- С 23 июня 1987 по 27 января 1989 года — чрезвычайный и полномочный посол СССР в Колумбии[1].
- С 8 сентября 1988 по 14 августа 1990 года — чрезвычайный и полномочный посол СССР в Никарагуа[2].
- В 1990—1991 годах — начальник Управления Латиноамериканских стран МИД СССР.
- С 17 апреля 1991 по 1992 год— заместитель министра иностранных дел СССР, России[3].
- С 18 марта 1992 по 17 апреля 1997 года — чрезвычайный и полномочный посол России в Греции[4][5].
- С 17 апреля 1997 по 31 декабря 1999 года — чрезвычайный и полномочный посол России в Казахстане[6][7].
- С 24 мая 2000 по 28 апреля 2003 года — генеральный секретарь Совета коллективной безопасности государств — участников Договора о коллективной безопасности.
- С августа 2003 по апрель 2004 года — главный советник Латиноамериканского департамента МИД России.
- В 25 марта 2004 по 5 ноября 2008 года — чрезвычайный и полномочный посол России в Коста-Рике[8][9].
- С 2 апреля 2004 по 14 ноября 2007 года — чрезвычайный и полномочный посол России в Гватемале по совместительству[10][11].

После выхода на пенсию в 2008 году — на научной и преподавательской работе в Дипломатической академии МИД России.

## Дипломатический ранг
- Чрезвычайный и полномочный посол.

## Награды
- Орден Дружбы (14 февраля 2002) — За большой вклад в реализацию внешнеполитического курса Российской Федерации, многолетнюю безупречную дипломатическую службу[12].
- Благодарность президента Российской Федерации (27 октября 1994) — Объявить благодарность  работникам,  внесшим  большой   личный вклад в подготовку встреч на высшем уровне на о. Корфу и в Неаполе[13].
- Благодарность президента Российской Федерации (10 июня 2008) — За многолетнюю добросовестную дипломатическую службу[14].
- Благодарность президента Российской Федерации (23 сентября 2011) — За заслуги в научно-педагогической деятельности и подготовке высококвалифицированных кадров для российской дипломатической службы[15].

## Семья
Женат, имеет дочь.